# Nidhal Amri
Nidhal Amri (arabe : نضال العمري), né le 26 janvier 1990, est un handballeur tunisien jouant au poste d'arrière droit.

## Palmarès

### Clubs
- Vainqueur du championnat de Tunisie masculin de handball : 2011, 2017
- Vainqueur de la coupe de Tunisie masculine de handball : 2010, 2014
- Médaille d'argent au championnat arabe des clubs champions 2013 (Arabie saoudite)

#### Supercoupe d'Afrique
- Médaille d'or à la supercoupe d'Afrique 2013 (Tunisie)
- Médaille d'argent à la supercoupe d'Afrique 2011 (Cameroun)

#### Ligue des champions d'Afrique
- Médaille d'or à la Ligue des champions d'Afrique 2010 (Maroc)
- Médaille d'argent à la Ligue des champions d'Afrique 2011 (Nigeria)

#### Coupe d'Afrique des vainqueurs de coupe
- Médaille d'or à la coupe d'Afrique des vainqueurs de coupe 2012 (Tunisie)

### Équipe nationale
- Médaillé de bronze au championnat du monde junior 2011 (Grèce)